# Modelo matemático

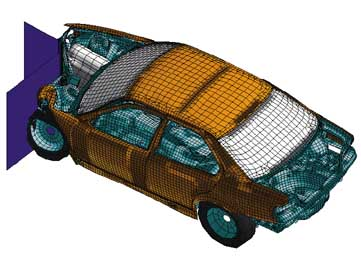
Modelo matemático (geométrico) en 3 dimensiones. Simula un accidente de coche mediante el uso de polígonos.

En ciencias aplicadas y en tecnología, un modelo matemático es uno de los tipos de modelos científicos que emplea algún tipo de formalismo matemático para expresar relaciones, proposiciones sustantivas de hechos, variables, parámetros, entidades y relaciones entre variables de las operaciones, para estudiar comportamientos de sistemas complejos ante situaciones difíciles de observar en la realidad. El término modelización matemática es utilizado también en diseño gráfico cuando se habla de modelos geométricos de los objetos en dos (2D) o tres dimensiones (3D).
El significado de modelo matemático en filosofía de la matemática y fundamentos de la matemática es, sin embargo, algo diferente. En concreto en esas áreas se trabaja con "modelos formales". Un modelo formal para una cierta teoría matemática es un conjunto sobre el que se han definido una serie de relaciones unarias, binarias y trinarias, que satisface las proposiciones derivadas del conjunto de axiomas de la teoría. La rama de la matemática que se encarga de estudiar sistemáticamente las propiedades de los modelos es la teoría de modelos.

## Definición, principios y condiciones generales
Un modelo matemático de un objeto (fenómeno real) es cualquier esquema simplificado e idealizado de aquel, constituido por símbolos y operaciones (relaciones) matemáticas. Un modelo matemático es un caso de formalización que emplea los más diversos instrumentos producidos en la ciencia matemática. Además un modelo matemático, en general requiere de una descripción de como los objetos modelizados se representan dentro del modelo y, viceversa, cómo interpretan en términos de entidades reales las predicciones del modelo.

Cabe mencionar solamente algunos principios generales y condiciones que deben cumplir dichos modelos. 
- Equivalencia: que es la correspondencia del modelo a su original. De acuerdo, a este principio general las entidades modelizadas se corresponde con objetos matemáticos del modelo y viceversa.
- Objetividad: correspondencia de las conclusiones científicas a las condiciones reales.
- Simplicidad: los modelos no deben estar saturados de factores secundarios.
- Sensibilidad: la competencia del modelo de responder a la variación de los parámetros iniciales.
- Estabilidad: a cada perturbación pequeña de los parámetros iniciales le debe corresponder una alteración pequeña en la solución del problema. Esta condición no sería satisfecha por cualquier modelo, ya que en muchas situaciones la presencia de un cambio de fase o punto crítico altera significativamente el comportamiento a partir de cierto punto, por lo que alrededor de ese punto deja de ser cierto que variaciones pequeñas de los parámetros iniciales produzcan una alteración pequeña del resultado.
- Universalidad: el área de aplicación debe ser lo suficientemente vasta.[2]

## Clasificaciones de los modelos
Se podría decir que un modelo de las ciencias físicas es una traducción de la realidad física de un sistema físico en términos matemáticos, es decir, una forma de representar cada uno de los tipos de entidades que intervienen en un cierto proceso físico mediante objetos matemáticos.Las relaciones matemáticas formales entre los objetos del modelo, deben representar de alguna manera las relaciones reales existentes entre las diferentes entidades o aspectos del sistema u objeto real. Así una vez "traducido" o "representado" cierto problema en forma de modelo matemático, se pueden aplicar el cálculo, el álgebra y otras herramientas matemáticas para deducir el comportamiento del sistema bajo estudio. Un modelo físico requerirá por tanto que se pueda seguir el camino inverso al modelado, permitiendo reinterpretar en la realidad las predicciones del modelo.

### Según la información de entrada
Con respecto a la función del origen de la información utilizada para construir los modelos pueden clasificarse de otras formas. Podemos distinguir entre modelos heurísticos y modelos empíricos:
- Modelos heurísticos (del griego euriskein 'hallar, inventar'). Son los que están basados en las explicaciones sobre las causas o mecanismos naturales que dan lugar al fenómeno estudiado.
- Modelos empíricos (del griego empeirikos relativo a la 'experiencia'). Son los que utilizan las observaciones directas o los resultados de experimentos del fenómeno estudiado.

### Según el tipo de representación
Además los modelos matemáticos encuentran distintas denominaciones en sus diversas aplicaciones. Una posible clasificación puede atender a si pretenden hacer predicciones de tipo cualitativo o pretende cuantificar aspectos del sistema que se está modelizando:
- Modelos cualitativos o conceptuales, estos pueden usar figuras, gráficos o descripciones causales, en general se contentan con predecir si el estado del sistema irá en determinada dirección o si aumentará o disminuirá alguna magnitud, sin importar exactamente la magnitud concreta de la mayoría de aspectos.
- Modelos cuantitativos o numéricos, usan números para representar aspectos del sistema modelizado, y generalmente incluyen fórmulas y algoritmos matemáticos más o menos complejos que relacionan los valores numéricos. El cálculo con los mismos permite representar el proceso físico o los cambios cuantitativos del sistema modelado.

### Según la aleatoriedad
Otra clasificación independiente de la anterior, según si a una entrada o situación inicial concreta pueden corresponder o no diversas salidas o resultados, en este caso los modelos se clasifican en:
- Determinista. Se conoce de manera puntual la forma del resultado, ya que no hay incertidumbre. Además, los datos utilizados para alimentar el modelo son completamente conocidos y determinados.
- Estocástico. Probabilístico, que no se conoce el resultado esperado, sino su probabilidad y existe por tanto incertidumbre.

### Clasificación según su aplicación u objetivo
Por su uso suelen utilizarse en las siguientes tres áreas, sin embargo, existen muchas otras como la de finanzas, ciencias, etc. 
- Modelo de simulación o descriptivo, de situaciones medibles de manera precisa o aleatoria, por ejemplo con aspectos de programación lineal cuando es de manera precisa, y probabilística o heurística cuando es aleatorio. Este tipo de modelos pretende predecir qué sucede en una situación concreta dada.
- Modelo de optimización. Para determinar el punto exacto para resolver alguna problemática administrativa, de producción, o cualquier otra situación. Cuando la optimización es entera o no lineal, combinada, se refiere a modelos matemáticos poco predecibles, pero que pueden acoplarse a alguna alternativa existente y aproximada en su cuantificación. Este tipo de modelos requiere comparar diversas condiciones, casos o posibles valores de un parámetro y ver cual de ellos resulta óptimo según el criterio elegido.
- Modelo de control. Para saber con precisión cómo está algo en una organización, investigación, área de operación, etc. Este modelo pretende ayudar a decidir qué nuevas medidas, variables o qué parámetros deben ajustarse para lograr un resultado o estado concreto del sistema modelado.

## Ejemplos
Un modelo mixto operacional estadístico es una teoría o situación causal de hechos y expresado con símbolos de formato matemático. Por ejemplo las tablas de contingencia. De hecho los modelos matemáticos se construyen con varios niveles de significación y con diferentes variables. 
Kendall y Buckland catalogan hasta 40 tipos diferentes de modelos matemáticos. Ejemplos: Rapoport en modelo matemático e interacción social en 1961 y Bugeda en Sociología matemática en 1970. Por un principio de isomorfismo hay una equivalencia, a conseguir, entre un modelo y una teoría. Además teoría y modelo son sinónimos. 

### Ejemplos de modelos por tipos
Si se emplea la clasificación de modelos según su aplicación u objetivo (modelos descriptivos o de simulación, modelos de optimación o elección de óptimo, modelos de control o tratamiento) y según si se trata de modelos determistas o probabilistas se pueden dar algunos ejemplos ilustrativos:
|                          | Descriptivos / Simulación | Descriptivos / Simulación | Optimización / Elección         | Optimización / Elección | Control / Tratamiento | Control / Tratamiento |
| Determinista             | Probabilista              | Determinista              | Probabilista                    | Determinista            | Probabilista          |                       |
| ------------------------ | ------------------------- | ------------------------- | ------------------------------- | ----------------------- | --------------------- | --------------------- |
| Cuantitativo / Numérico  | Cálculos astronómicos     | Simulaciones de tráfico   | Cálculo componentes de sistemas | Diseño ingenieril       | Control automático    | Control LCG           |
| Cualitativo / Conceptual | Análisis microeconómicos  | Teoría de juegos          | Modelos de grafo/flujo          | ?                       | Teoría psicológica    | ?                     |

### Modelo matemático de simulaciónhidrológica
Se utilizan para estudiar situaciones extremas, difícilmente observables en la realidad, como por ejemplo los efectos de precipitaciones muy intensas y prolongadas en cuencas hidrográficas, en su estado natural, o en las que se ha intervenido con obras como canales, represas, diques de contención, puentes, etc. 
La cuenca hidrográfica es dividida en subcuencas consideradas homogéneas desde el punto de vista: del tipo de suelo, de la declividad, de su cobertura vegetal. El número y tipo de las variables hidrológicas que intervienen en el modelo son función de objetivo específico para el cual se elabora el mismo.

## Fases de construcción de un modelo
En muchos casos la construcción o creación de modelos matemáticos útiles sigue una serie de fases bien determinadas:
1. Identificación de un problema o situación compleja que necesita ser simulada, optimizada o controlada y por tanto requeriría un modelo matemático predictivo para hacer efectivo el mismo
2. Elección del tipo de modelo, esto requiere precisar qué tipo de respuesta pretende obtenerse, cuales son los datos de entrada o factores relevantes, y para qué pretende usarse el modelo. Esta elección debe ser suficientemente simple como para permitir un tratamiento matemático asequible con los recursos disponibles. Esta fase requiere además identificar el mayor número de datos fidedignos, rotular y clasificar las incógnitas (variables independientes y dependientes) y establecer consideraciones físicas, químicas, geométricas, etc., que representen adecuadamente el fenómeno en estudio.
3. Formalización del modelo en la que se detallarán qué forma tienen los datos de entrada, qué tipo de herramienta matemática se usará, como se adaptan a la información previa existente. También podría incluir la confección de algoritmos, ensamblaje de archivos informáticos, etc. En esta fase posiblemente se introduzcan también simplificaciones suficientes para que el problema matemático de modelización sea tratable computacionalmente.
4. Comparación de resultados: los resultados obtenidos como predicciones necesitan ser comparados con los hechos observados para ver si el modelo está prediciendo bien. Si los resultados no se ajustan bien, es común volver a la fase 1.

Es importante mencionar que la inmensa mayoría de los modelos matemáticos no son exactos y tienen un alto grado de idealización y simplificación, ya que una modelización muy exacta puede ser más complicada de tratar que una simplificación conveniente, y por lo tanto resultar menos útil.
También es importante recordar que el mecanismo con el que se desarrolla un modelo matemático repercute en el desarrollo de otras técnicas de conocimientos enfocadas al área sociocultural.